# Q-Games
Q-Games (jap. 有限会社キュー・ゲームス, Yūgen-gaisha Kyū Gēmusu) ist ein Computerspiele-Entwickler, der in Nakagyō-ku, Kyōto, Japan am 9. August 2001 gegründet wurde. Er besitzt eine enge Verbindung zu Nintendo und Sony.

## Gründung
Q-Games wurde von Dylan Cuthbert gegründet, der vorher bei Argonaut Software arbeitete und bei der Erstellung von Starglider und Starglider 2 half, danach X und das erste Star Fox für Nintendo entwickelte. Er programmiere auch Star Fox 2, bis er zu Sony America wechselte, um Blasto zu entwickeln. Nach der Entwicklung wechselte er zurück nach Japan zu Sony Japan, wo er ein Programm entwickelte, das den Leistungsumfang der PlayStation 2 zeigen sollte. Dann programmierte er noch Pipo Saru 2001 und verließ Sony, um Q-Games zu gründen.

## Geschichte
Die ersten Jahre wurden mit der Entwicklung von kleinen Programmen für Abnehmer wie Sony oder Microsoft verbracht. Bei der E3 2004 wurden zwei grafische Programme für die PlayStation Portable vorgestellt. Daraufhin begann die Entwicklung zweier Spiele, eins für den Game Boy Advance und eins für den Nintendo DS, die später veröffentlicht wurden.

## PixelJunk

PixelJunk

PixelJunk ist eine Serie von downloadbaren Spielen für die PlayStation 3. Diese sind auf dem Playstation Network Store verfügbar. Die Spiele werden in 1080p Full HD programmiert. Das erste Spiel wurde auf der E3 2008 veröffentlicht. Ebenfalls sollte es auf der Xbox 360 erscheinen.
Das Konzept hinter der Pixel-Junk-Serie war, dass innovative Ideen für Spiele gefunden werden und etwas Spaßiges und Vernünftiges programmiert wird. Diese Arbeit wird von einem kleinen Team über mehrere Monate betrieben.

### Spiele
Das erste PixelJunk-Spiel ist PixelJunk Racers, das im August 2007 veröffentlicht wurde. Dies ist ein Puzzle-Action-Spiel, das von bis zu sieben Personen gespielt werden kann. Die Spieler suchen sich eine von zehn Rennstrecken sowie über ein dutzend Autos aus.
Das zweite PixelJunk-Spiel ist PixelJunk Monsters, ein sogenanntes Tower-Defense-Spiel. Es wurde im Januar 2008 veröffentlicht.
Das dritte PixelJunk-Spiel ist PixelJunk Eden, ein Spiel, wo man Plattformen mit Gewächsen und Sprüngen erreichen muss. Es wurde im August 2009 veröffentlicht.
Das vierte PixelJunk-Spiel ist PixelJunk Shooter, das im Dezember 2009 veröffentlicht wurde. Der Spieler nutzt Flüssigkeiten und Gase, wie Magma, Wasser, Eis und schwarze Materie, wie Öl, um durch ein Level zu gelangen und Überlebende zu retten.
Der zweite Teil, PixelJunk Shooter 2, wurde im März 2011 veröffentlicht und setzt die Geschichte fort. Das Spiel wurde in der Schwierigkeit erhöht und enthält einen Online-Zweispieler-Modus. Der dritte Teil, PixelJunk SideScroller wurde im Oktober 2011 veröffentlicht. Hierbei wurde besonders auf die Retrogestaltung im Stil eines Sidescrollers geachtet. Handlung und Steuerung ähneln den beiden Vorgängerspielen.
Das fünfte PixelJunk-Spiel ist PixelJunk 4am, veröffentlicht im Mai 2012. Es handelt sich dabei um ein Videospiel, womit Musik erstellt und visualisiert werden kann.
Das sechste PixelJunk-Spiel ist PixelJunk Nom Nom Galaxy. Es erschien 2014.

## DSiWare

DSiWare

Q-Games arbeitete auch mit Nintendo zusammen und veröffentlichte drei Spiele für die Nintendo DSi in der Rubrik DSiWare.
Trajectile (auch unter Reflect Missile bekannt) wurde im November 2009 veröffentlicht. Es ist ein Puzzle-Spiel. Das Ziel ist es, Schiffe in wartende Feinde zu schießen, während man Hindernisse meidet oder zerstört.
Starship Defense (auch unter Starship Patrol bekannt) wurde im Dezember 2009 veröffentlicht. Es ist ein Tower-Defense-Spiel.
X-Scape (auch unter 3D Space Tank bekannt) wurde im Juli 2010 veröffentlicht. Es gleicht dem Game-Boy-Spiel X, was auch von Q-Games entwickelt wurde. Das Spiel setzt die Handlung fort.

## Andere Projekte
Q-Games entwickelt nicht nur Spiele, sondern auch mehrere Designs für die XrossMediaBar (XMB) auf der PlayStation 3.

### PlayStation Home
Am 24. September 2009 veröffentlichte Q-Games unter dem Namen PixelJunk seinen sogenannten Raum in Playstation Home in Japan, Nordamerika und Europa folgten wenig später. Die PixelJunk Ausstellung bzw. das PixelJunk Museum (nur Japan) enthält Ausstellungsstücke über die vier entwickelten Spiele von PixelJunk: Racers, Monsters, Eden. Später kam auch noch Shooter hinzu. Im Dezember 2009 wurde ein zweiter Raum nur für PixelJunk Shooter eingerichtet, der sogenannte PixelJunk Shooter Mutterschiff Hangar.